# Verschweigungsfrist
Unter der Verschweigungsfrist, oder auch Verschweigensfrist, seltener Verschweigefrist, versteht man im Verwaltungs- und Staatsorganisationsrecht Deutschlands die Zeitspanne, nach der eine unter verschiedenen Beteiligten abzustimmende Entscheidung als beschlossen gilt, wenn von keiner Seite Widerspruch erfolgt.

## Anwendung
Die Verschweigungsfrist kommt meist in größeren Gremien als Teil eines vereinbarten Abstimmungsprozederes zur Anwendung, z. B. im sogenannten Umlaufverfahren.
Das Umlaufverfahren mit Verschweigungsfrist bedeutet für den Antragsteller einer zur Abstimmung stehenden Angelegenheit (z. B. einer Verordnung oder einer Finanzplanung) eine Arbeitserleichterung, aber auch nicht selten einen Kompromiss – wenn es z. B. einem gescheiterten direkten Beschluss (aufgrund verspätet eingereichter Unterlagen, temporär fehlender Sachkenntnis im Gremium, den Verweis zu kleinen Änderungen der Beschlussvorlage an eine Gruppe von Beteiligten...) nachfolgt.

## Legitimitätsproblematik
Der Nachteil, wenn nicht das entscheidende Manko der Verschweigungsfrist liegt in ihrer grundsätzlich problematischen demokratischen Legitimität, im Kern der fehlenden ausdrücklichen Zustimmung der Beteiligten, wie folgendes Beispiel der Bundesregierung zeigt.

## Beispiel – Das praktizierte Verfahren der Bundesregierung Ende der 1980er Jahre
Ein praktisches Anwendungsverfahren ist durch einen Rechtsstreit bekannt geworden, der bis zum Bundesverfassungsgericht reichte (siehe Folgeabschnitt). In dem Beschluss wird das bis dato praktizierte Umlaufverfahren mit Verschweigungsfrist der Bundesregierung wie folgt dokumentiert:
»Hält der zuständige Ressortminister eine Beschlussfassung im Umlaufverfahren für ausreichend, so teilt er dies nach der Praxis der Bundesregierung im Anschreiben zu der Kabinettsvorlage an den Chef des Bundeskanzleramts und die übrigen Bundesminister mit. Der Chef des Bundeskanzleramts oder der Bundeskanzler entscheidet – gegebenenfalls auch ohne Anregung durch den Ressortminister –, ob der Beschluss im Umlaufverfahren herbeizuführen ist. Daraufhin werden die Bundesminister vom Chef des Bundeskanzleramts schriftlich informiert, dass die bezeichnete Kabinettssache im Umlaufverfahren beschlossen werden solle und der Chef des Bundeskanzleramts von der Zustimmung der Bundesminister ausgehe, falls nicht innerhalb der gesetzten Frist schriftlich Widerspruch erhoben werde. Erfolgt ein Widerspruch wegen des Verfahrens oder in der Sache, so ist die Beschlussfassung im Umlaufweg gescheitert. Wird kein Widerspruch erhoben, so unterrichtet der Chef des Bundeskanzleramts die Bundesminister darüber, dass der betreffende Beschluss gefasst worden ist.«

## Rechtsprechung
Im Samarra-Fall, der sich von Mitte der 1980er bis Mitte der 1990er Jahre hinzog, wurde das bei der Bundesregierung etablierte Umlaufverfahren mit Verschweigungsfrist zum Streitfall bis vor dem Bundesverfassungsgericht. Zuvor hatte der Kläger, der sich durch eine von der Bundesregierung erlassene Rechtsverordnung ungerechtfertigt betroffen sah, vor dem Hessischen Finanzgericht, dem Verwaltungsgericht Darmstadt und dem Hessischen Verwaltungsgerichtshof in Kassel Recht bekommen. Das Bundesverwaltungsgericht stellte am 17. Oktober 1991 jedoch fest:
»Das von der Bundesregierung beim Erlass von Rechtsverordnungen praktizierte Umlaufverfahren, bei dem der Chef des Bundeskanzleramtes den Beschlussentwurf des federführenden Ministers den übrigen Bundesministern mit dem Hinweis zuleitet, beim Ausbleiben eines Widerspruchs binnen bestimmter Frist gelte die Zustimmung als erteilt, ist nach der Geschäftsordnung der Bundesregierung zulässig und steht mit der Verfassung in Einklang.«
Die hiergegen gerichtete Verfassungsbeschwerde war am 11. Oktober 1994 teilweise erfolgreich. Die Verfassungsrichter bemängelten, dass bei diesem Verfahren kein die Entscheidung tragendes Quorum erkennbar ist. Die angegriffene Rechtsverordnung wurde allerdings nicht aufgehoben, weil der Mangel wegen der langjährigen Staatspraxis in der Bundesregierung nicht evident gewesen ist. Für zukünftige Beschlüsse gilt dies jedoch nicht. Hier ist ein Quorum nachzuweisen.